# Gélonos (mythologie)
Pour les articles homonymes, voir Gélonos (homonymie).
Dans la mythologie grecque, Gélonos (en grec ancien Γελωνός / Gelônos) est un des trois fils d’Héraclès et d’Échidna, frère d’Agathyrsos et de Scythès, et l’éponyme de la ville de Gélonos et du peuple scythe hellénisé des Gélons.
Sa légende est rapportée par Hérodote d’après les dires des Grecs du Pont-Euxin. Selon eux, Héraclès voyageant dans le cadre de ses travaux pour se rendre auprès de Géryon, passe une nuit dans la Scythie alors déserte. À son réveil, son attelage avait disparu. Mais Échidna, un monstre mi-femme mi-serpent qui vivait dans les parages, lui promet de lui rendre si le héros partageait sa couche. De cette union naissent trois fils : Agathyrsos l’ainé, Gélonos le cadet et Scythès le benjamin. Avant de prendre congé, Héraclès laisse un arc à Échidna, avec comme consigne que ses fils parvenus à l’âge adulte tentent de le bander : seul le plus fort restera sur place, les autres devront s'établir dans d'autres pays. Agathyrsos et Gélonos échouent, mais Scythès réussit l’exploit, donnant ainsi son nom au pays (la Scythie) et au peuple qui l’occupe (les Scythes). Agathyrsos et Gélonos quittent la Scythie selon la volonté d’Héraclès, et donnent leur nom l’un au peuple sarmate des Agathyrses, l’autre à la ville de Gélonos et au peuple des Gélons.

## Sources
- Hérodote, Histoires [détail des éditions] [lire en ligne], IV, 8-10 et 108-109.
- Étienne de Byzance, s.v.Γελωνοί (d’après Hérodote).
- Eustathe de Thessalonique, Commentaire à Denys le Périégète, 310 (d’après Hérodote et Étienne de Byzance).